# Neide da Mangueira
Neide Gomes Santana, mais conhecida pelo apelido Neide da Mangueira (Rio de Janeiro, 1940–1980) foi uma porta-bandeira brasileira.
Assumiu o posto de primeira porta-bandeira da Mangueira em 1954 e nele permaneceu até 1980. Foi substituída por Mocinha, que por 25 anos havia sido a segunda porta-bandeira da escola. Fez parceria com Delegado, considerado um dos maiores mestres-sala do carnaval carioca.
Ao longo das décadas de 60 e 70 manteve uma disputa com Vilma Nascimento, da Portela, pelo título de melhor porta-bandeira do carnaval carioca. Ganhou cinco vezes seguidas o Estandarte de Ouro, de 1972 (primeira edição do prêmio) até 1976.
Morreu em 1980, vítima de um câncer que tentava esconder para não ser impedida de desfilar Dá nome a uma rua no bairro de Mangueira, no Rio de Janeiro.

## Premiações
- Estandarte de Ouro

1. 1972 - Melhor porta-bandeira (Mangueira) [9]
2. 1973 - Melhor porta-bandeira (Mangueira) [10]
3. 1974 - Melhor porta-bandeira (Mangueira) [11]
4. 1975 - Melhor porta-bandeira (Mangueira) [12]
5. 1976 - Melhor porta-bandeira (Mangueira) [13]